# Rasmus Rask
Rasmus (Christian) Rask (22. listopadu 1787 Brændekilde – 14. listopadu 1832 Kodaň) byl dánský filolog a lingvista.
Narodil se v Odense na ostrově Fyn, vystudoval Kodaňskou univerzitu. Věnoval se zejména germánským jazykům, jako vůbec první upozorňoval na podobnosti s litevštinou a slovanskými jazyky. První si uvědomil a popsal rozdíly hláskových responsí mezi germánskými jazyky a ostatními ide. větvemi, později známé jako Grimmův zákon. Byl také jedním z prvních evropských znalců Avesty. Jeho Gramatika staré angličtiny, v níž poukazuje na rozličné hláskové změny, byla pro J. Grimma zásadním podnětem pro přepracování jeho Deutsche Grammatik.

## Dílo
- Undersøgelse om det gamle Nordiske eller Islandske Sprogs Oprindelse, 1818
- Anvisning till Isländskan eller Nordiska Fornspråket, 1818
- Spansk Sproglære, 1824
- Frisisk Sproglære, 1825
- Dansk Retskrivingslære, 1826
- Über das Alter und die Echtheit der Zendsprache und des Zend-Avesta, und Herstellung des Zend-alphabets, 1826
- Italiænsk Formlære, 1827
- Den gamle Ægyptiske Tidsregning, 1827
- Vejledning til Akra-Sproget på Kysten Ginea, 1828
- Den ældste hebraiske Tidsregning indtil Moses efter Kilderne på ny bearbejdet og forsynet med et Kart over Paradis, 1828
- A Grammar of the Danish language for the use of Englishmen, 1830
- Ræsonneret lappisk Sproglære, 1832
- Engelsk formlære, 1832